# 沱沱河站
沱沱河站（藏語：ཐོག་ཐོག་ཆུ་བོའི་འབབ་ཚུགས་，藏语拼音：Togtogquwoi Babcug）位于中国青海省海西州格尔木市唐古拉山镇，海拔4547米，于2006年7月1日启用。该站为青藏铁路的有人驻守观景车站，由青藏铁路公司营运。附近景点有被称为长江源头的沱沱河、被称为长江第一桥的青藏铁路沱沱河铁路桥、长江源头纪念碑、可可西里保护站。

## 车站设施
沱沱河站站房以沱沱河乃长江之源为主题。站房并排三组倾斜体，寓意雄伟的高山；弧形玻璃暖廊以水平方式展开，寓意曲折的河流。车站站场设有4条股道，有效长度900米；格尔木端有轨道车库线和救援线各1条，配套安全线1条；1 道拉萨端有有效长度50米的安全线1条。在青藏铁路电气化工程中，沱沱河站附近建设接触网供电车间1处，设有3条股道。

## 使用情况
沱沱河站是青藏铁路的有人驻守观景车站，有14列旅客列车经过此站，主要为拉萨到发的各类旅客列车。
本站办理临时旅客业务，停靠列车有隔日开行的西安—拉萨Z917/918次列车和西宁—拉萨Z6801/6802次列车次列车（隔日交错开行，停靠本站时刻相同）供值勤公安、守桥部队官兵、通勤职工上下。如本地居民和旅游者需要乘坐本车次出行，需要在车站提交本人身份证件登记，并于上车后补票。